# Alba (Texas)
Alba è un comune degli Stati Uniti d'America, nella contea di Wood, nello Stato del Texas.
Secondo il censimento del 2000 vi abitavano 430 persone: il 98,6% della popolazione era bianca, lo 0,47% afroamericana, lo 0,47% nativa americana e lo 0,47% di due o più etnie.